# اقتصاد جمهورية الكونغو الديمقراطية
شهد اقتصاد جمهورية الكونغو الديمقراطية كسادا حادا في منتصف الثمانينات وفي منتصف العقد الأول من الألفية الثانية، وعانت 70% من العائلات في الكونغو من انعدام الأمن الغذائي، ويبلغ عدد الفقراء 44 مليون شخص، منهم 12 مليونا يعيشون في المدن نتيجة للحروب الأهلية التي عصفت بالبلاد، إضافة إلى انخفاض كبير في الإنتاج الوطني والعائدات الحكومية وارتفاع الدين الخارجي وموت ما يقارب 5 ملايين شخصا وانتشار الأمراض والجوع وسوء التغذية الذي ضرب ثلثي السكان بعد أن كان اقتصاد الكونغو أحد الاقتصاديات ديناميكية. وأثرت الأزمة الاقتصادية بين عامي 2008-2009 بشدة على الاقتصاد الذي بلغت نسبة نموه في 2008 ب 8.2% بينما 2.7% في 2009.
يشهد الكونغو ارتفاعا أنشطة اقتصادية غير قانونية والتي لاتُذكر في إحصائيات الناتج المحلي الإجمالي. وعند استقلالها في عام 1960 كانت جمهورية الكونغو الديمقراطية ثاني أكبر الدول الصناعية الكبرى في أفريقيا بعد جنوب أفريقيا.
وصنفت الشفافية الدولية الكونغو الديمقراطية بالاعتماد على مؤشر الفساد في الرتبة 156 من أصل 163 بلدا. وقام الرئيس جوزيف كابيلا بتشكيل لجنة تهدف إلى محاربة الجرائم الاقتصادية إثر صعوده للسلطة في عام 2001.

## لمحة تاريخية

### عقد 1990
كان البنك الدولي للإنشاء والتعمير الصندوق الاستئماني للكونغو الديمقراطية، فضعف البنية التحتية، وعدم إيجاد إطار قانوني مناسب، وانتشار الفساد، وافتقار الحكومة لسياسة الانفتاح الاقتصادي والعمليات المالية لا تزال عائقا أمام الاستثمار والنمو. وقد اجتمع عدد من ممثلي صندوق النقد الدولي وبعثات البنك الدولي مع الحكومة الجديدة آنذاك لمساعدتها على وضع خطة اقتصادية متماسكة ولكن النتائج مازالت لم تُأتي ثمارها بعد. ولجأت الحكومة إلى اتخاذ تدابير أكثر جذرية في مواجهة استمرار انخفاض قيمة العملة. وفي يناير عام 1999 تم حظر استخدام الدولار الأمريكي بشكل واسع النطاق لجميع المعاملات التجارية المحلية. وكانت الحكومة غير قادرة على توفير النقد الأجنبي للمعاملات الاقتصادية، في حين أنها لجأت إلى طباعة النقود لتمويل نفقاتها. وشهدت البلاد نموا سلبيا في عام 2000 بسبب صعوبة تلبية شروط الجهات الدولية المانحة للمساعدات المالية، ومواصلة انخفاض أسعار الصادرات الرئيسية، وعدم الاستقرار في مرحلة ما بعد الانقلاب.

### عقد 2000
تحسنت الظروف في أواخر عام 2002 مع انسحاب جزء كبير من القوات الأجنبية. وقد اجتمع عدد من ممثلي صندوق النقد الدولي والبنك الدولي مع الحكومة لمساعدتها على وضع خطة اقتصادية متماسكة، وقد بدأ الرئيس كابيلا بتنفيذ الإصلاحات.

### عقد 2010
شرعت حكومة جمهورية الكونغو الديمقراطية في إنشاء مناطق اقتصادية خاصة للتشجيع على إحياء صناعتها من جديد. وأول منطقة اقتصادية ستبدأ نشاطاتها بداية من 2012 وهي تقع في بلدة نسيل شرقي كينشاسا وستركز على الصناعات الزراعية. وتخطط السلطات الكونغولية أيضا لفتح مشروع مخصص للتعدين (كاتانغا)، ومشروع آخر مخصص للأسمنت (في الكونغو السفلى).

## القطاعات

### المعادن

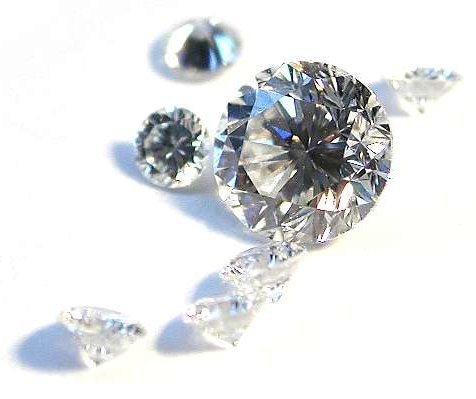
قطع ألماس

يعود تاريخ استخراج المعادن في الكونغو الديمقراطية منذ قرن تقريبا ولعب دورا هاما في إدارة الاقتصاد أثناء الفترة الاستعمارية وبعد الاستقلال إلى غاية الثمانينات. يُعتبر باطن أرض هذا البلد الأغنى عالميا بالموارد الطبيعية من الناحية الجيولوجية وعلم المعادن، ولكن سببت هذه الميزة فشلا اقتصاديا للبلاد ويُعرف ب «لعنة الموارد الطبيعية» (المرض الهولندي) بسبب الصراعات المتواصلة وخصوصا في التسعينات.

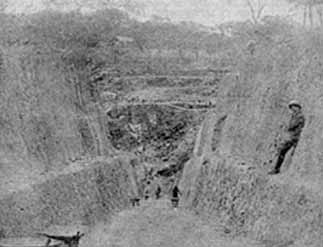
إحدى المناجم بمدينة شانكولومبي

تمتلك الكونغو احتياطيات هامة من المعادن المختلفة والتي تبلغ مايقارب 50 معدنا، ولكن تم فقط اكتشاف المعادن التالية: نحاس - كوبالت - فضة - يورانيوم بواسطة آرافا - رصاص - زنك - كادميوم - ألماس - ذهب - قصدير - تنجستن - منغنيز إضافة إلى معادن نادرة مثل الكولتان. يتميز البلد باحتوائه على كميات هامة من الألماس إضافة إلى أنه يحتوي على ثاني أهم احتياطي عالمي من النحاس المستكشف على كوكب الأرض ويبلغ 10% و 50% من الكوبالت، فيما بلغت عائدات الصادرات في عام 1990 ما يقرب المليار دولار أمريكي.

### الفلاحة

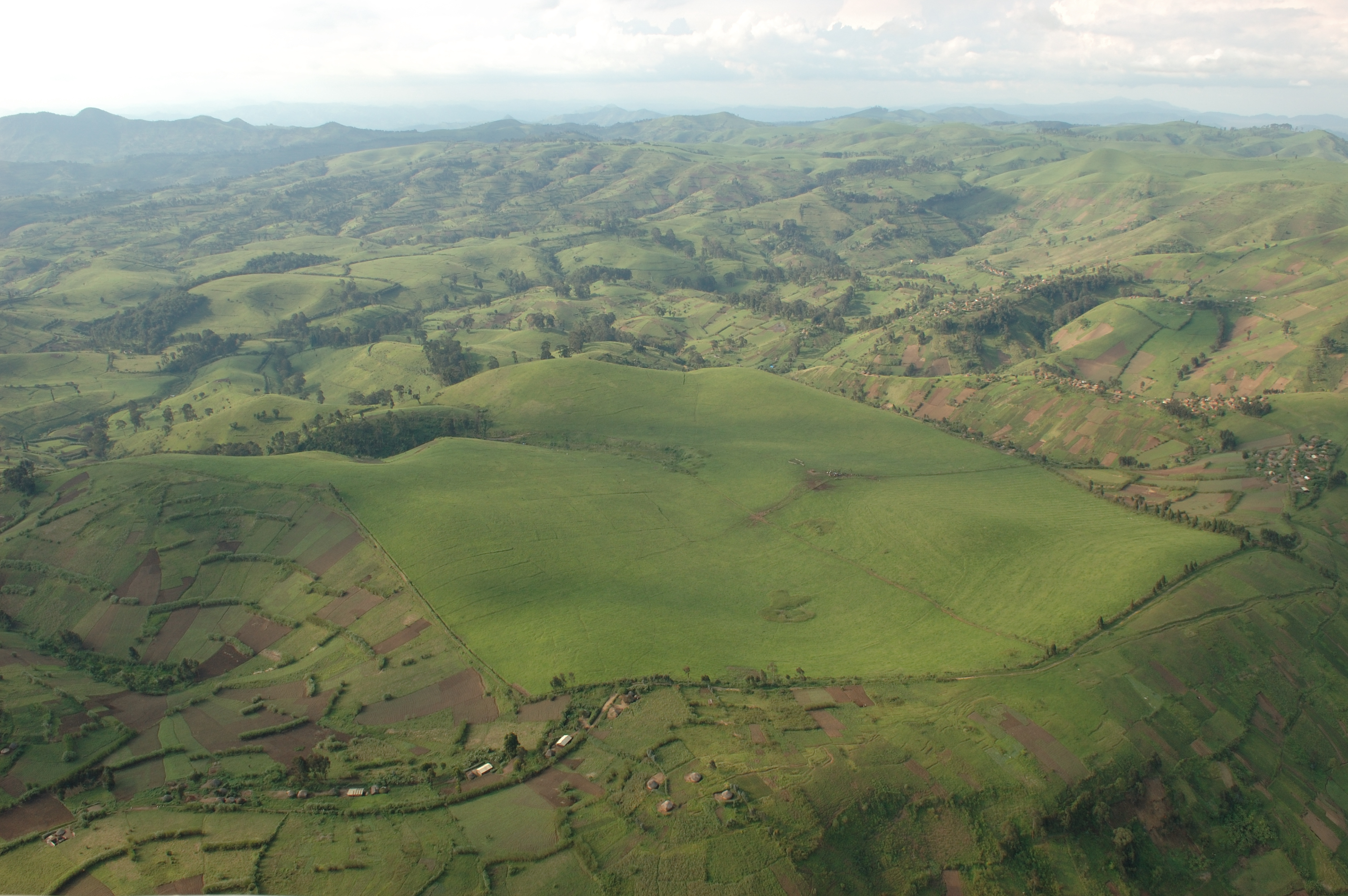
الكونغو قادرة على توفير الغذاء لثلث العالم كون أنها تتمتلك 80 مليون هكتار من الأراضي الخصبة.

تُعتبر الفلاحة إحدى ركائز هذا الاقتصاد ويمثل نسبة 57.9% من ناتج الدخل الخام عام 1997، ويشتغل 66% (ما يقارب 2/3) من السكان في هذا القطاع في عام 1996 في بلد نسبة سكانه ضئيلة نوعا ما مقارنة بمساحته. تنتج الكونغو الشاي - الزيت النخيل - القطن - المطاط - القهوة - السكر أما المحاصيل الغذائية تشمل كاسافا والموز والذرة والفول السوداني والأرز.
تمثل الصادرات الزراعية نحو 10٪ فقط من الناتج المحلي الإجمالي في عام 2006، مقابل 40٪ في عام 1960. يعتبر القطاع الزراعي في جمهورية الكونغو الديمقراطية اليوم - مشلولا بالكامل - بسبب الضعف في الإنتاجية مما أسفر عن عيش 73٪ من الشعب الكونغولي في انعدام أمن غذائي

### الصيد

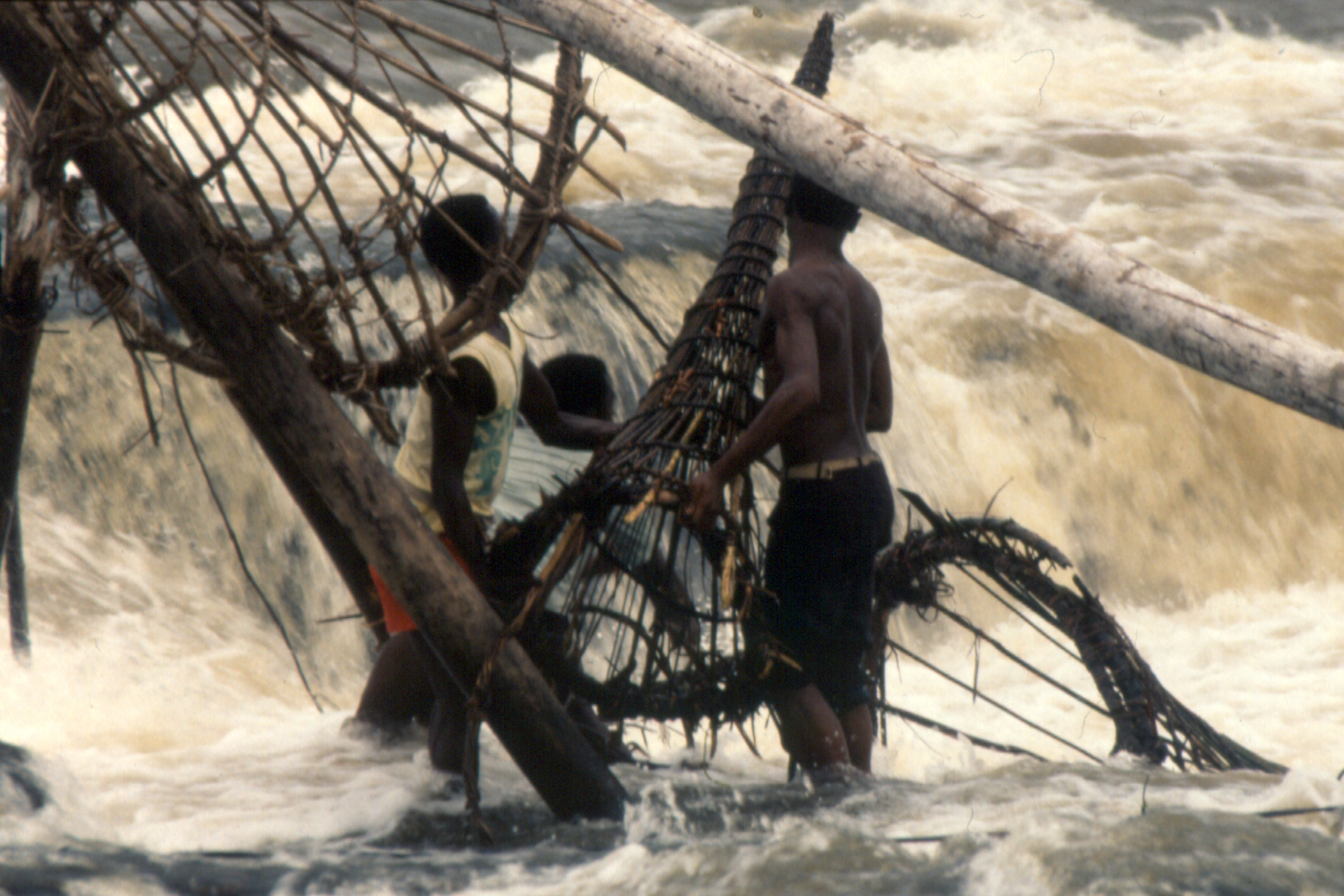
أشخاص يقومون بصيد السمك

تنشر في الكونغو غابات واسعة تمثل 50% من نسبة الغابات الأفريقية إضافة إلى كثرة الأنهار التي يمكن أن تُستعمل لإنتاج الطاقة كهرومائية للقارة بأكملها وفقا لتقرير الأمم المتحدة حول أهمية البلاد الاستراتيجية ودورها المحتمل كقوة اقتصادية في أفريقيا الوسطى. تُعتبر الأسماك أهم مصدر وحيد كبروتين حيواني في البلاد، ويقدر إجمالي إنتاج الثروة السمكية من البحر والأنهار ومصايد الأسماك والبحيرات في عام 2003 ب 222965 طن، و5000 طن من المياه الداخلية.

### تربية الماشية

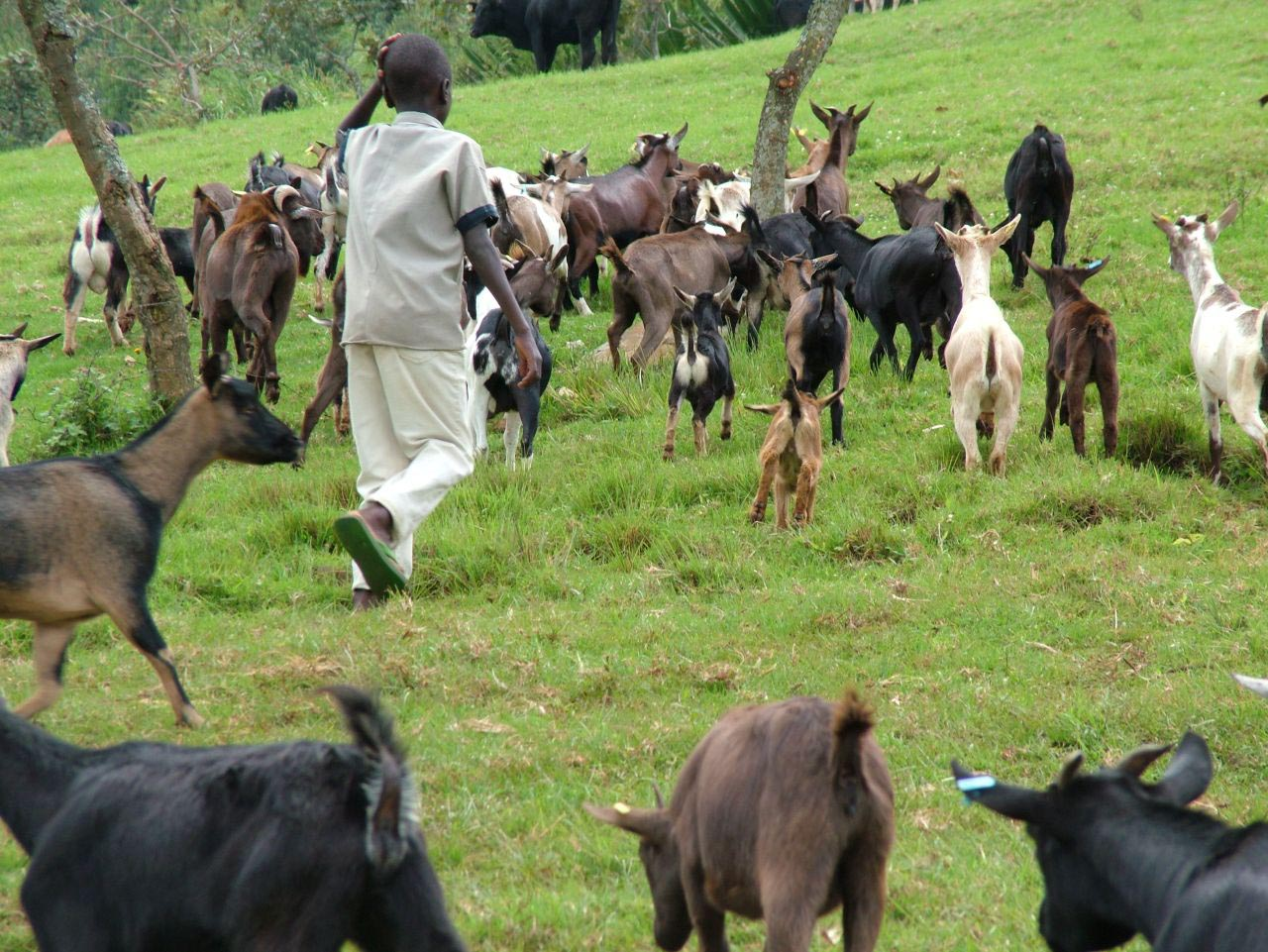
إحدى نماذج تربية الماشية في الكونغو

الكونغو الديمقراطية بلد غني من الناحية الحيوانية، فالمناخ الممطر عادة يساهم في تنويع وزيادة الثروة الحيوانية، والغابات الكثيفة لاتستخدم للرعي كون أنها مرتعا لداء المثقبيات القاتل والذي ينتقل بواسطة ذبابة «تسي تسي» والذي يستوطن في معظم مناطق البلاد المنخفضة. تعد المناطق الجبلية في شرق وجنوب شرق (كيفو) مناسبة لتربية الماشية كما أن تقنيات تربيتها لاتزال بدائية لدى المزارعين التقليديين، أما الرعاية البيطرية فهي لاتُطبق كثيرا. وقدرت أعداد الماشية على المستوى الوطني حوالي 112.771.30 رأسا، فهي في انخفاض مستمر منذ عام 1990 رغم تواجد الظروف اللازمة، مع انخفاض بنسبة 11٪ في عام 1993 و 18٪ في عام 1995. ويقوم أهالي القرى أيضا بتربية قطيع صغير من الماعز والخنازير والدواجن داخل أكواخ صغيرة.

### الغابات

سافانا
غابة استوائية
سافانا عشبية
نباتات جبلية

إضافة إلى الثروة المعدنية الهائلة لهذا لبلد فإن الكونغو من بين البلدان التي تتميز بكثرة الغابات حيث أن نصف مساحتها تغطيها الغابات الاستوائية وهي الأكثر أهمية للحفاظ على البيئة العالمية. واعتبارا من عام 2007، يشكل حوض الكونغو مركز اهتمام على نحو متزايد في العالم.
تغطي الغابات 60% من المساحة الكلية للأراضي مما يساهم في زيادة الثروة الخشبية. وتُعتبر منطقة مايومبي من زائير السفلى أهم مركز لاستغلال الأخشاب مما دعم في استنزاف الغابات بشكل تدريجي مَثَلُ ذلك غابات جهة كوفيت الوسطى ونهر أوبنغي. ويبلغ حجم الأخشاب التي تم اقتطاعها ب 72.170.000 م3 في عام 2003 حوالي 95% منها استعملت للحصول على الوقود. كما تشهد أنواع أخرى من الخشب انخفاضا هاما بسبب القطع غير القانوني للأشجار. بلغت قيمة الصادرات من الخشب في عام 2003 ب 25.7 مليون دولار. تعترف الحكومة بأن تكون هناك حاجة ماسة في تغييرات عدة تشمل الضرائب وإجراءات التصدير لتسهيل النمو الاقتصادي للبلاد.

### الطاقة

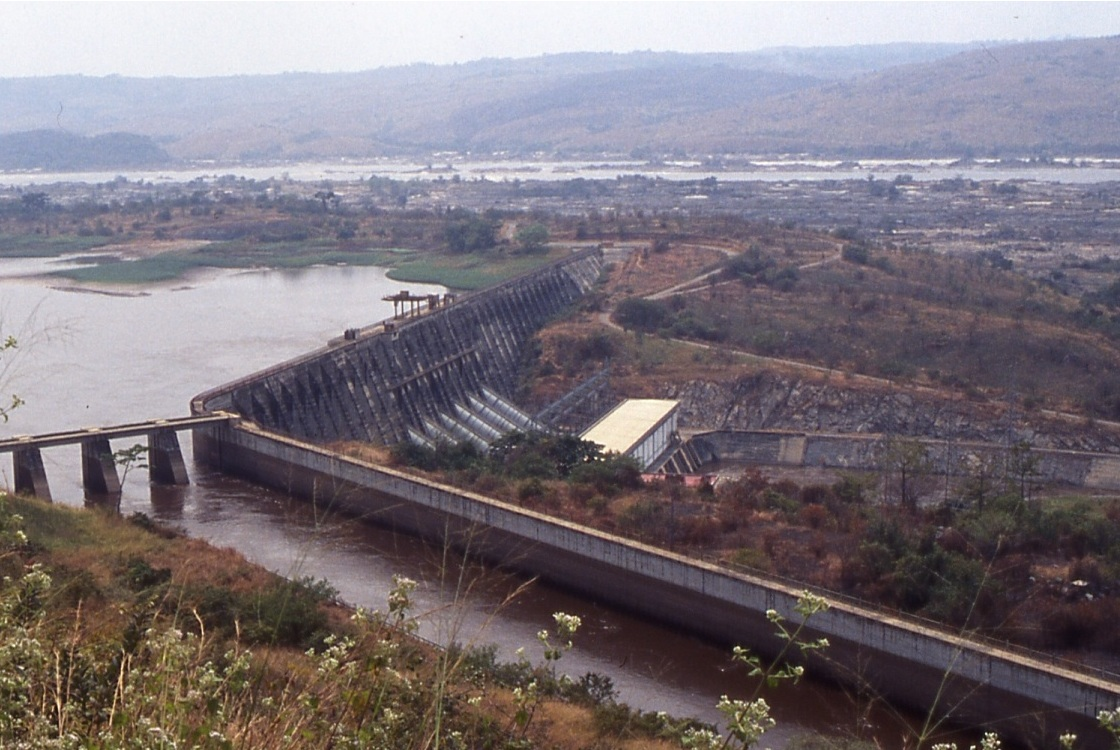
سد إنجا 1

تُعتبر الموارد المائية الضخمة في البلاد أحد أهم مصادر إنتاج الطاقة الكهرمائية الذي يقارب 100.000 ميغا واط، أي مايعادل 13% من الإنتاج العالمي. وتقدر قيمة إجمالي الطاقة الإنتاجية حاليا ب 2516 ميغاواط أو 2.5٪ من الإنتاج الإجمالي لإمكانية إنتاج ما معدله 14500 جيجا واط في الساعة. الإنتاج الفعلي حاليا بين 6000-7000 جيجا واط/س. تستحوذ الطاقة الكهرومائية على نسبة 96٪ من إنتاج الكهرباء، أما 4٪ المتبقية فمن محطات توليد الطاقة الحرارية ذات الطاقة المنخفضة، ويتواجد معظمها في المناطق النائية. تُستغل سدود إنغا على نهر الكونغو كمصدر رئيسي لتوليد الطاقة الكهرومائية، هذه السدود تحوي الآن على محطتين لتوليد طاقة إجمالية تبلغ 1775 ميغا واط: إنغا 1: يحتوي على 6 وحدات تنتج 351 ميغا واط أما إنغا 2: يحوي 8 وحدات تنتج 1424 ميغا واط. يوفر مشروع إنغا أكثر من 25٪ من إنتاج العالم من الكهرباء باستعمال الطاقة المائية.
تواجه هذه المحطات صعوبات عديدة فهي لاتنتج سوى 40% من الطاقة مقارنة بقدرتها الإجمالية، كذلك فإن جزء كبيرا من هذا الإنتاج يُخصص من أجل التصدير مع أنها لاتفي بالغرض مقارنة بالطلب المحلي، فهذا يعني أن نسبة حصول السكان على الكهرباء تبلغ 1٪ في المناطق الريفية، و 30٪ في المدن و 6٪ على الصعيد الوطني بينما يبلغ المعدل في أفريقيا جنوب الصحراء الكبرى 24.6٪.

### قطاعات أخرى

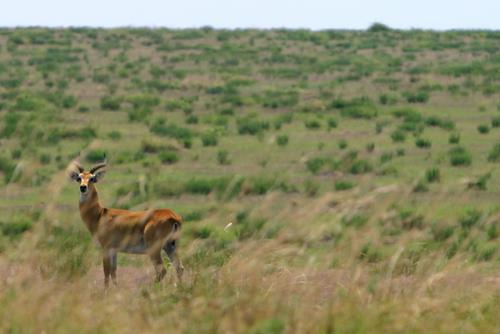
غزالة في إحدى المحميات

تُصنف جمهورية الكونغو الديمقراطية من بين العشر الدول ذات التنوع الحيوي الضخم حول العالم، فهي تشكل موطنا لـ 480 نوعا من الثدييات و565 نوعا من الطيور و1000 نوعا من الأسماك و 350 نوعا من الزواحف إضافة إلى 220 صنفا من الحيوانات البرمائية وأكثر من 10,000 نوع من نبتة مغطاة البذور منها 3000 نبتة متوطنة. تُعتبر الكونغو مخزنا طبيعا هاما حيث تتواجد مختلف الحيوانات البرية والأصناف النادرة، فهذه الكائنات لم تسلم أيضا من الصراعات المختلفة ومن آثارها المدمرة للحياة البرية والنباتات. كما تدهورت مساحات كبيرة من الغابات تقدر بآلاف الهكتارات مما أدى إلى فقدان التنوع البيولوجي. وتتعرض المحميات إلى السرقة والتهريب والصيد غير القانوني مثل الكركدن الذي يُستهدف من أجل العاج بعد حظر صيد الفيلة خصوصا في الآونة الأخيرة.
الكونغو بلد يتميز بوفرة المياه، فهو يحتوي على جزء من بحيرة تنجانيقا (مساحتها أكبر من مساحة بوروندي) وهي أكثر بحيرة غنية بالثروة السمكية. تسبح الكونغو على بحر هائل من النفط والغاز ولكن هذه الموارد غير مستغلة بالشكل المطلوب إلى الآن.
إن أكثر ما يميز الكونغو الديمقراطية عن بقية البلدان كون أنها إحدى مصادر الطبيعة الخلابة التي قد تساهم في استقطاب عدد كبير من السياح، كما تحتوي على مناظر طبيعية جميلة في الشمال الشرقي إضافة إلى البحيرات التي تقع محاذية لنهر نهر النيل. تستحوذ السافانا على مايقارب نصف مساحة البلاد، وهي واحدة من الموائل الأكثر تنوعا في جميع أنحاء أفريقيا.
قطاع السياحة في الكونغو يشكو من عدة صعوبات، فهو لم بكن من أولويات الحكومة على عكس بلدان شرق أفريقيا وجنوب أفريقيا. أظهرت وزارة السياحة واتحاد الشركات الكونغولية في الآونة الأخيرة نوعا من الاهتمام من أجل إحياء هذا القطاع الذي يواجه عدة عراقيل بسبب: ضعف وتدمير البنية التحتية والاجتماعية والاقتصادية وانعدام الأمن المادي في أنحاء من البلاد إضافة إلى انعدام وجود قانون إطار بشأن السياحة.

### الصناعة والخدمات

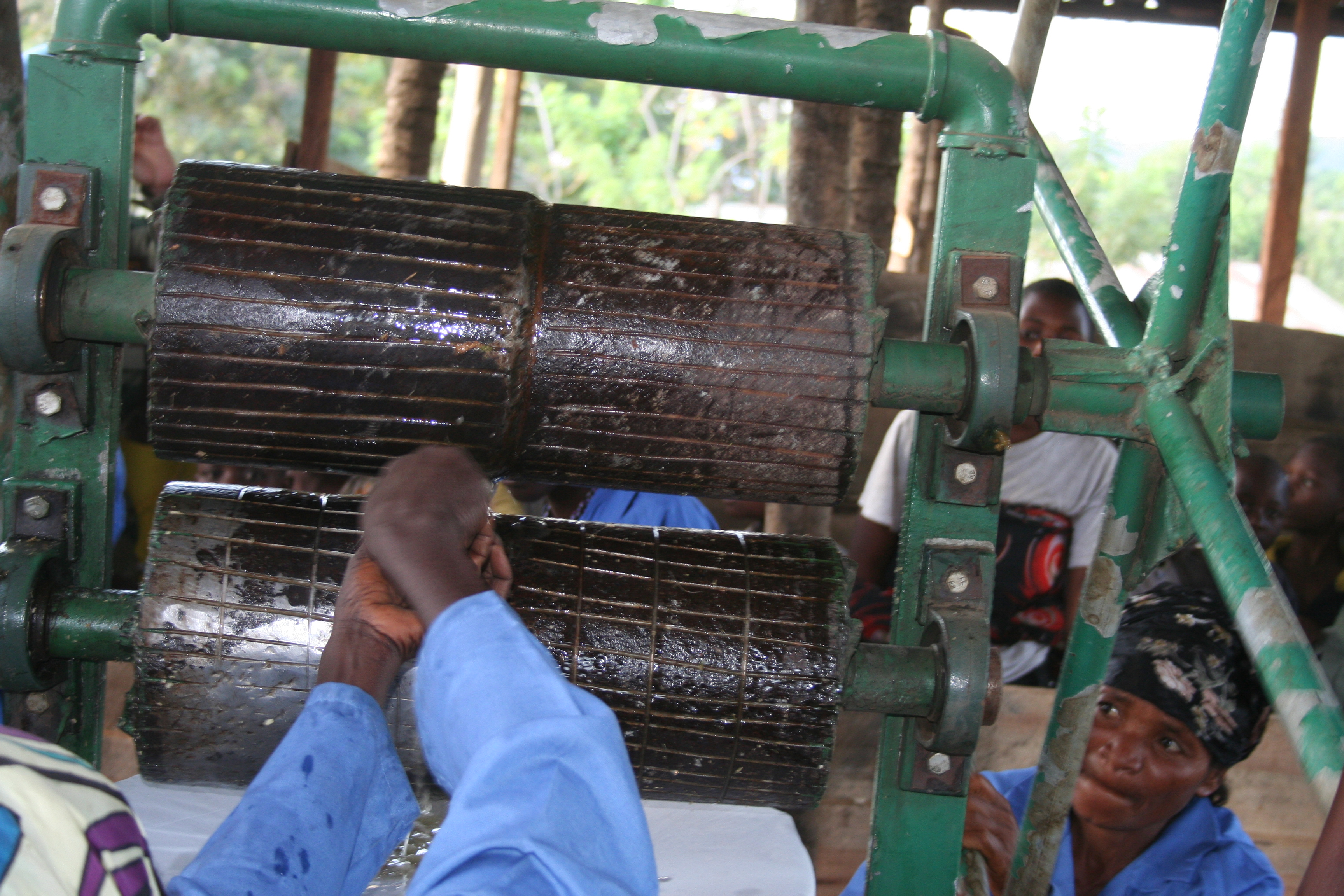
إحدى المشاريع التي تساهم في توفير الدخل

ساهم القطاع الصناعي بنسبة 5.6٪ من الناتج المحلي الإجمالي في عام 2003 ويتكون حاليا هذا القطاع من بعض المصانع الصغيرة التي تنشط في النسيج والغزل والكيماويات والمواد الغذائية إضافة إلى قطاع السلع الرأسمالية. تُعاني جميع المراكز الصناعية في الكونغو من عدة صعوبات بسبب الأزمة التي ضربت البلاد فيما تم عزل قطاع الصناعات التحويلية عن مصادر تموينه من المواد الأولية، كما أن المصانع لا تستخدم سوى 15 و 17٪ من طاقتها الإنتاجية.
يشهد القطاع الثاني تخلفا نوعا ما وهو قطاع تهيمن عليه الدولة بنسبة كبيرة مقابل تهميش للقطاع الخاص. أغلب الشركات في الكونغو حكومية كما يمكن أن تكون مشتركة بين القطاع العمومي أو الخاص حيث تكون الدولة مسيطرة على نسبة كبيرة من هذه الشركات في أغلب الأحيان.
على الرغم من عمليات الخصخصة التي تشهدها البلاد في الآونة الأخيرة إلا أن الدولة لاتزال المشغل الرئيسي للعديد من القاطاعات مثل الطاقة والمناجم والغابات والهيدروليكية والنقل والبناء.
يهيمن قطاعي النقل والاتصالات على قطاع الخدمات الذي بدأ بجذب المستثمرين ولو بصفة بطيئة. استأثر قطاع الخدمات بنسبة 27.9٪ من الناتج المحلي الإجمالي في عام 2005 وسجل معدل نمو بلغ 7.8٪ ويرجع ذلك أساسا إلى تحسن خدمات النقل والاتصالات والمالية.

### التعليم

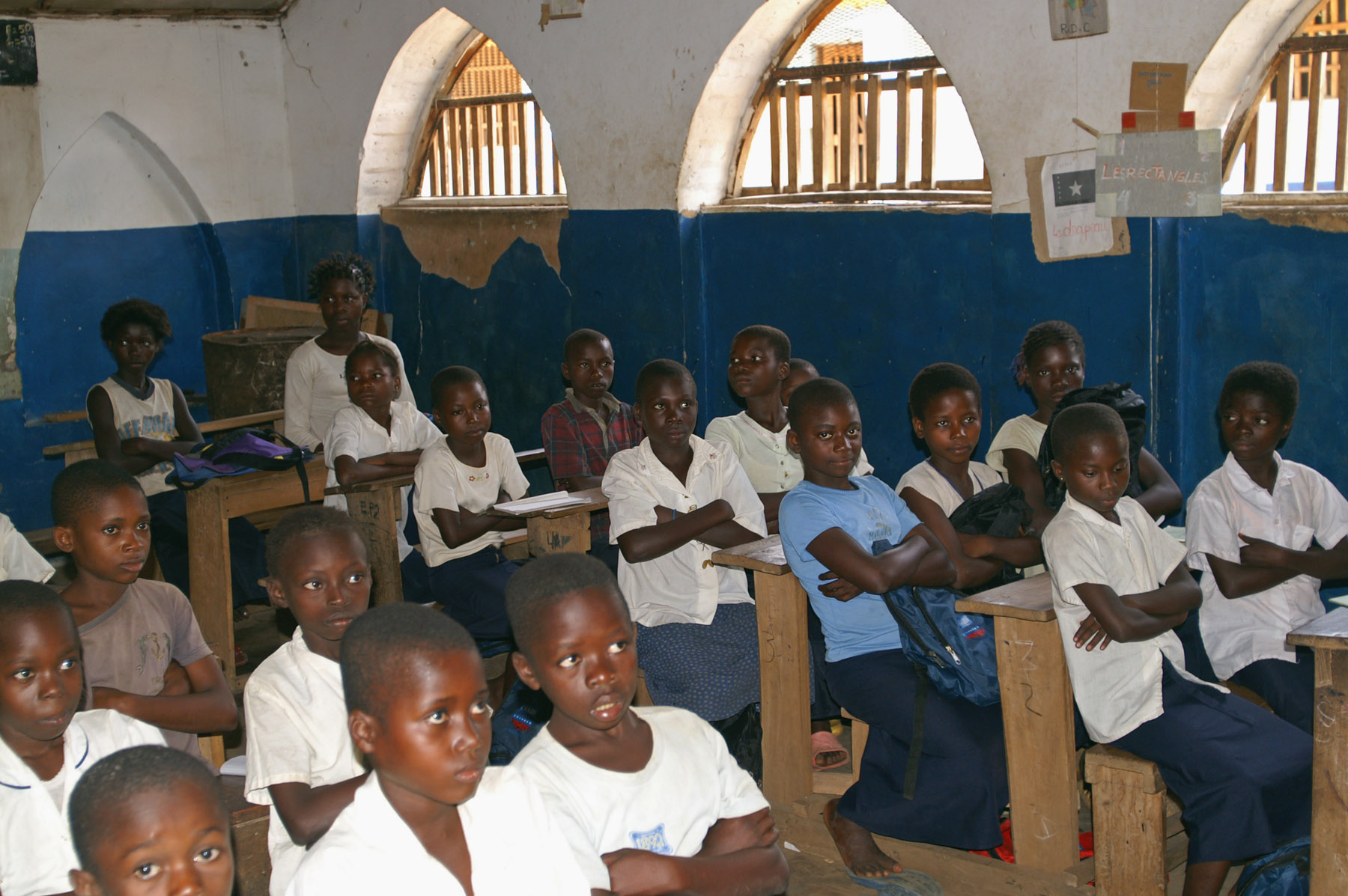
تلاميذ بإحدى المدارس الابتدائية

بحسب الفصل 43 من دستور الكونغو الديمقراطية لعام 2005، فإن التعليم مجاني وإجباري. التحق عام 2000، 65% من الأطفال الذين تتراوح أعمارهم من 10 إلى 14 سنة بالمدارس. وحُرم ما يُقارب 5.2 مليون آخرين من التعليم نتيجة للحرب الأهلية التي امتدت لست سنوات.
يُشرف على القطاع الأول 3 وزارات، وهي وزارة التعليم الابتدائي والثانوي والمهني، ووزارة التعليم الجامعي والعالي ووزراة الشؤون الاجتماعية.
يُشبه النظام التعليمي في الكونغو الديمقراطية نوعا ما النظام المُعتمد في بلجيكا. بلغ عدد المدارس الابتدائية 19.000 مدرسة عام 2002 واستوعبت 160.000 تلميذا إضافة إلى 8000 مدرسة ثانوية -التي تقدم فيها الدروس حصريا باللغة الفرنسية- وتضم 120.000 آخرين.
ومنذ استيلاء لوران ديزيريه كابيلا على السلطة، شهدت بعض المدارس في الكونغو - كينشاسا تدميرا شبه كلي، أما البعض الآخر فهي في حالة يُرثى لها حيث أنها تفتقر للمكاتب والمقاعد والمواد التعليمية اللازمة إضافة إلى انعدام توفر دورات المياه بها.
تُدرس مُعظم الحصص التعليمية في بعض المحافظات تحت ظلال أشجار المانجو والنخيل. وفي كثير من الحالات يقوم آباء وأمهات المتعلمين بالمساهمة في دفع مرتبات المعلمين في حين من المفترض أن تكون المدارس عامة وحرة.
تُدرس اللغات الرسمية (سواحلية - لينغالية - تشيلوبية - كيكونغولية) منذ العامبن الأولين في مرحلة الابتدائية وتُعلم اللغة الفرنسية بداية من العام الثالث.
تشهد الكونغو-كينشاسا حضورا كثيفا لعدة معاهد عالية خاصة أو عامة ذات أهميات مختلفة، وتنتشر عموما في جميع المدن وفي مراكز الولايات، فضلا عن سبع جامعات خاصة وعامة، منها: جامعة كينشاسا، جامعة كيسنغاني، جامعة الكونغو السفلى بكيسنتو، جامعة لومامباتشي، جامعة الكونغو الشرقية، جامعة كاننغا، وجامعة مبوجيماجي. وتُقدم الدروس حصريا بالفرنسية.

### القطاع غير الرسمي

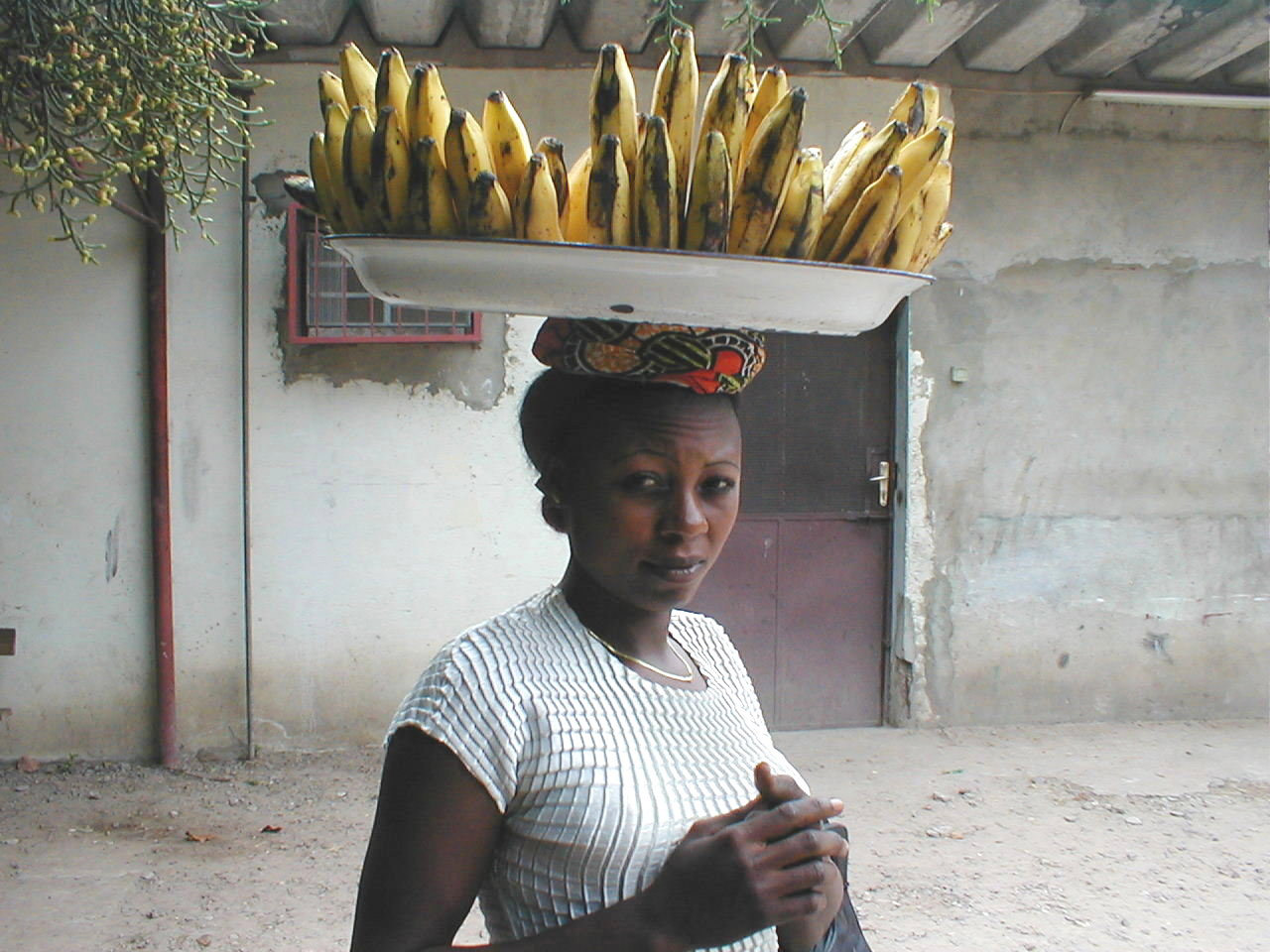
أمرأة تحمل أعذاق موز.

إن اقتصاد الكونغو الديمقراطية يواجه تحديات وأزمات عديدة فهو أكثر ضعفا مما كانت عليه البلاد عند الاستقلال ومن بين هذه المشاكل الرئيسية الاختلال الواضح بين العرض والطلب والذي دخل في حلقة مفرغة منذ بداية السبعينات وتسبب في انتشار القطاعات الاقتصادية غير الرسمية والذي بدوره أثر على البلاد وسبب بما يعرف بالاقتصاد الحربي حتى نهاية التسعينات.
وبحسب مؤتمر السيادة الوطنية فإن القطاع غير الرسمي يمثل نسبة 60% تقريبا من الأنشطة الاقتصادية عام 1990 وبعد اثنا عشر عاما أصبح يمثل أكثر من 80% من الأنشطة.
وبحسب منظمة العمل الدولية فإن عدد السكان الذين يعملون في الاقتصاد غير الرسمي يُقدر ب 19.871.347 نسمة أي ما يعادل 72٪ من النشطين (الأشخاص القادرون على العمل بحسب المواصفات الدولية). وبدأ الاقتصاد غير الرسمي يصبح بشكل مستمر مصدرا هاما لخلق فرص العمل ليصبح «القطاع الرائد» في جمهورية الكونغو الديمقراطية. وكون أن هذا القطاع في ارتفاع مستمر من حيث اليد العاملة فهو لايلعب دورا مهما في الاقتصاد الوطني كما أنه يوفير دخلا ضعيفا للعاملين فيه.

### القطاع الخاص
شهد القطاع الخاص تطورا نسبيا منذ حوالي ثلاثة عقود في ظروف صعبة. وساهمت الصدمات النفطية في السبعينات وانهيار أسعار النحاس والتدابير الخطيرة التي أقرتها حركة التزئير (Zaïrianisation) والتطرف والاضرابات المتواصلة في التسعينات وانعدام الأمن في عرقلة تنمية القطاعات الإنتاجية، وتثبيت مناخ من عدم الثقة خصوصا بين المستثمرين الأجانب مما أدى إلى فرار أصحاب رؤوس الأموال.
وقد أدت عمليات النهب بين عامي 1991 و1993 وحروبي 1996 و1998 والنزاع المسلح إلى تدمير مرافق الإنتاج الحيوية مما أدى إلى فقدان ثقة المستثمرين الأجانب وانخفاض المساعدات العمومية التنموية التي تُعتبر الممول الرئيسي للاستثمارات العامة، ولُوحظ أيضا انخفاض ملحوض في نسبة الاستثمارات عام 1990 تبلغ 13%، و4.4% سنة 2000 مما أدى بدوره إلى فقدان مواطن الشغل وتراجع الإيرادات وإغلاق عدد كبير من الشركات وبالتالي زيادة البطالة والفقر في البلاد. وفي عام 2005، بلغت نسبة العمالة 63.1٪ على الصعيد الوطني مع 50.8٪ في المناطق الحضرية و 68.1٪ في المناطق الريفية. وتساهم كثرة الوظائف في المزارع العائلية الصغيرة في التخفيف من هشاشة سوق العمل وإلى تحسين نسبي في الأوضاع المعيشية لهذه الأسر.
تواجه الشركات الصغيرة والمتوسطة أوضاعا سياسية واقتصادية في غاية الصعوبة كما أنها تشكو من إطار تنظيمي غير ملائم إضافة إلى إساءة في تطبيقه مما أسفر عن انخفاض حاد في نشاطاتها. ورغم ما يشهده العالم من تحرر اقتصادي وعولمة وتكامل إقليمي إلا أن هذه الشركات مازالت تعاني من عدم قدرتها على المنافسة مقارنة بالمنتجات الأجنبية بسبب مشاكل التوريد وضيق السوق المحلية.
ويرى أصحاب وقيادات الشركات المنظوية ضمن اتحاد مؤسسات الكونغو بأنهم يمثلون القطاع الخاص في البلاد.

## البنية التحتية

### النقل
يُعتبر النقل البري في جمهورية الكونغو الديمقراطية إحدى أهم الصعوبات التي تواجهها السلطات، فالتضاريس والمناخ في حوض الكونغو هي بمثابة عوائق خطيرة على إنشاء الطرق وبناء السكك الحديدية إضافة إلى المسافات الكبيرة التي يتميز بها هذا البلد الشاسع. وعلاوة على ذلك، أدى سوء إدارة الاقتصاد المتواصل والصراع الداخلي إلى انعدام رغية جادة في الاستثمار على مدى سنوات عديدة.
ومن ناحية أخرى، تتوزع في جمهورية الكونغو الديمقراطية ما يبلغ 16832 كم من الطرق المائية الصالحة للملاحة، وتعتبر وسائل النقل التقليدية المائية الأكثر شيوعا ويستعملها أكثر من ثلثي السكان، كما تبلغ خطوط السكك الحديدية التي تعود معظمها للفترة الاستعمارية 5033 كم، ويساوي طول الطرق الوطنية والطرق الثانوية والإقليمية والريفية 145000 كم، وتبلغ الطرق الحضارية 7400 كم. يتوزع على الكونغو الديمقراطية 270 مطار منها 5 مطارات دولية وتقع في: كينشاسا - كيسانغاني - لوبومباشي - غوما - غبادوليت.
تُعتبر دولة الكونغو شبه متقوقعة كون أنها تفتقر لشبكات طرق كثيرة حيث تبلغ كثافتها ب 0.74/كم². كما أنها تطل فقط على المحيط الأطلسي على مسافة 37 كم. تلعب البنية التحتية دورا رئيسيا نظرا لكبر مساحتها (2345000 كم²). فالسلطات غير معنية بالأمر نوعا ما ويظهر ذلك في توريد خدمات نقل لاتفي بالطلبات المستمرة من قبل السكان والتي تفاقمت بسبب سوء حالة البنية التحتية للنقل.
شبكة النقل لم تعد تقدم للقطاع الاقتصادي البنية التحتية والخدمات اللازمة والتي تعزز التبادلات بكل أنواعها وتساهم في تحسين تنقل الأشخاص والبضائع.
أعلنت شراكات كبرى بالتعاون مع جمهورية الصين الشعبية في سبتمبر 2007 عن رغبتها في إتمام مشروع السكة الحديدية من شرق البلاد إلى غربها إضافة إلى إنشاء خط متواصل بين ماتادي (الكونغو السفلى) وساكانيا (كاتانغا)، وسيتم أيضا إعادة تأهيل الطريق الحدودية مع زامبيا والرابطة بين كيسانغاني وكاسومبيلسا. وسيتم تغيير الطريق التي تم تأهيلها حديثا والفاصلة بين لوبومباشي وكاسومباليسا من طريق وطنية إلى طريق سيارة.

### الاتصالات
قطاع الاتصالات في نمو مطرد مع ارتفاع في استعمال الهواتف النقالة والتي تربط المدن الرئيسية عبر النظام العالمي للمواصلات الجوالة. وقد كان الارتفاع الحاد في عدد المشتركين (بضعة آلاف فقط في بداية العقد إلى أكثر من 6.5 مليون في عام 2007) له تأثير كبير على الناتج المحلي الإجمالي. وغمر هذا التسابق المحموم للمشتركين السوق الكونغولية للاتصلات السلكية واللاسلكية، كما ساهم في خفض معدل البطالة في البلاد.
تمثل الكونغو الديمقراطية مقرا للاتحاد الأفريقي للاتصالات ورغم ذلك فهي لاتمتك شبكة عامة للهاتف، وعلاوة على ذلك، كان هذا القطاع تحت سيطرة الدولة لفترة طويلة في غياب المنافسة. اهتم المواطنون بالإنترنت منذ 1995 من خلال القطاع الخاص (بداية انتشار مقاهي الإنترنت)، ولاتزال شبكة الإنترنت في جمهورية الكونغو الديمقراطية بعد عقد من الزمن من الكماليات بالنسبة لغالبية السكان ذوي الدخل المنخفض.

## التعاملات الخارجية

الدول الأعضاء في كوميسا

تساهم جمهورية الكونغو الديمقراطية في جهود تحرير اقتصادها عبر انضمامها لمنظمات إقليمية اقتصادية عديدة على غرار السوق المشتركة لشرق وجنوب أفريقيا (كوميسا) والشراكة الاقتصادية لدول وسط أفريقيا والشراكة التنموية لجنوب أفريقيا. كما تستفيد الكونغو الديمقراطية من التجارة التفضيلية مع الولايات المتحدة في إطار النمو الأفريقي وقانون الفرص المتاحة وتنتفع أيضا بنفس الخصوص مع الاتحاد الأوروبي في إطار «الكل إلا الأسلحة» (Tout sauf les armes).
وعلاوة على ذلك، بدأت السلطات إصلاح الجهاز الجمركي وإقامة محطة بصفة مؤقتة في ميناء ماتادي لتسهيل الإجراءات الجمركية وللسيطرة بشكل فعال على عائدات الضرائب.
تراجعت الصادرات من 1.5 مليار دولار في عام 1996 إلى 800 مليون دولار في عام 1999. وعلى الرغم من الزيادة التي حققتها منذ عام 2000 وبلوغها 1.3 مليار دولار في عام 2003، فإنها لم تصل بعد إلى مستوى عام 1996. ومع ذلك زادت نسبة الصادرات في الناتج المحلي الإجمالي منذ 2001 من 13.3٪ من نفس العام إلى 27٪ في عام 2004 وارتفعت حصة الواردات بشكل حاد من 12٪ من الناتج المحلي الإجمالي في عام 2001 إلى 27.4٪ في عام 2004 وهو مايترجم عودة انتعاش الاستثمارات في مجال البنى التحتية وتثبيت النظام العالمي للمواصلات الجوالة. وهذا الارتفاع سبب عجزا تجاريا بأكثر من 0.4٪ من الناتج المحلي الإجمالي عام 2004.
وصلت عائدات الاستثمار الأجنبي في عام 2003 132 مليون دولار وتمثل 23.6٪ من التكوين الخام لرأس المال الثابت. وبلغ الاستثمار الأجنبي المباشر في الكونغو الديمقراطية 500 مليون دولار في 2006 مقابل 405 مليون في 2005 وبمتوسط سنوي قدره 5 ملايين بين عامي 1990 و 2000. ويستثمر رجال الأعمال الأجانب وخاصة الصينيين وجنوب الأفارقة في مجال التعدين إضافة إلى مجالي الطاقة والبنوك. وعلى إثر عودة السلام ونجاح الانتخابات، بدأت عائدات الاستثمار الأجنبي في الزيادة كما بدأت أعداد المستثمرين في ارتفاع نسبي.
وبالإضافة إلى ذلك، استأنفت المساعدة الإنمائية الرسمية تدريجيا منذ عام 1999 وبدأ المجتمع الدولي تقديم الدعم المالي والذي يُعتبر مفتاح الانتعاش الاقتصادي. ووافق صندوق النقد الدولي على تقديم قرض قيمته 750 مليون دولار في إطار الحد من الفقر وتعزيز النمو بين عامي 2002-2005، كما قام البنك الدولي بتقديم قرض بقيمة 450 مليون دولار في إطار برنامج (الانتعاش الاقتصادي)، حيث تم صرف 214.000.000 في سبتمبر 2003 و 200 مليون في فبراير 2004. وفي نفس العام تجاوزت المساعدات الخارجية المليار دولار، وما يقرب الثلثين منها قُدمت من قبل المؤسسات متعددة الأطراف.

## دور الدولة

### التدخل المباشر في الاقتصاد
في عام 1966، استحوذت الدولة على الصناعات التعدينية الهامة في كانتاغا وسيد كاساي. شهدت الكونغو الديمقراطية تطورا واضحا في هذه المدة من نواح عدة حتى لُقبت ب«العصر الذهبي في الكونغو»: فقد كان يساوي الفرنك الكونغولي عام 1967 2 دولار أمريكي وبدأت المدارس في الازدياد كما تطورت نسبة النزوح من الريف. وبداية من عام 1973 تعرضت البلاد لأزمة اقتصادية حادة وذلك بسبب تراجع حصة النحاس والصدمات النفطية. وانتشر الفساد على نطاق واسع كما ارتفعت نسبة التضخم في البلاد، وقد قام موبوتو بخصخصة عدة شركات باسمه وباسم أقرابئه (نظرا لقلة أصحاب المال والاقتصاد، وتواصل الإغلاق التعجيزي للشركات الواحدة تلو الأخرى.) (التزئير والتطرف) إضافة إلى الإضرابات المستمرة في جو يسوده انعدام شبه كلي للأمن، ولكن بدأت هذه المظاهر في التلاشي مع بداية الألفية الثانية.
وعلى إثر كثرة المشاكل والصعوبات، قامت الحكومة الانتقالية باتخاذ تدابير جديدة مع شركائها من أجل تحسين الأوضاع العامة وذلك بإنشاء هياكل جديدة مثل المكتب المركزي للتنسيق (BCECO) واللجنة التوجيهية لإصلاح المؤسسات العامة (COPIREP) التي أنشئت بموجب مرسوم رقم 136/2002 المؤرخ في 30 أكتوبر 2002 و04/047 في 20 مايو 2004 والتي تهتم بإعادة هيكلة الشركات العمومية (خصوصا المؤسسات التي تنشط في قطاعات توفر دخلا مرتفعا للدولة مثل: المناجم والطاقة والنقل والاتصالات والمالية).
كما تسعى الحكومة لتعزيز علاقاتها مع الخارج والبحث عن شركاء اقتصاديين دائمين على نحو أكثر فعالية من أجل تلبية احتياجاتها الاقتصادية مثل البرازيل والهند والصين.

### السياسة الاقتصادية

تطور الناتج المحلي الإجمالي

إن الوضع الاقتصادي والمالي الذي ساد البلاد في نهاية القرن الماضي جر الاقتصاد إلى انزلاقات خطيرة فلقد انخفض معدل النمو (حيث بلغ 4.3٪- في عام 1990 و 11.4٪- في عام 2000) وبلغ معدل الاستثمار 8.5٪ في عام 1997 وانخفض إلى 4.5٪ في عام 2000 مما سبب في اتساع رقعة الفقر بين الكونغوليين، كما شهد نصيب دخل الفرد انخفاضا من 191 دولار عام 1990 إلى 80 دولار في عام 2000. ويتسم التضخم بحضوره القوي رغم أنه في انخفاض مستمر فقد بلغ 3642٪ في عام 1991 9796.9٪ في عام 1994 وفي عام 2000 511٪.

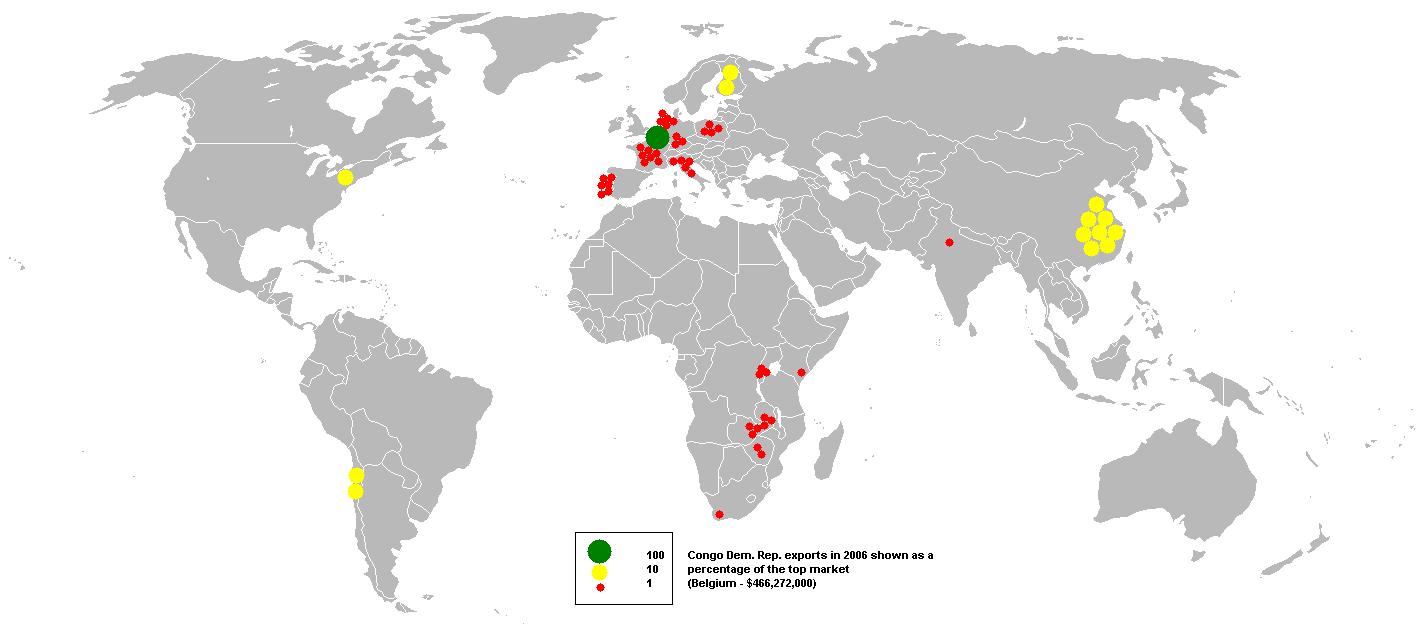
صادرات الكونغو الديمقراطية في 2006

وساهمت المالية العامة في تزايد العجز وذلك عن طريق الاقتراض من بنك الكونغو المركزي، وفقدت العملة الوطنية أكثر من قيمتها في سوق العملات الأجنبية على الرغم من الإصلاحات التي طالتها. كما ساهم التضخم الهائل وانخفاض قيمة العملة الناتج عن التوسع الكبير في السيولة المحلية إلى ضعف القدرة الشرائية للأسر.
ومع غياب التوزان الاقتصادي والزيادة الكبيرة في الديون والاكتئاب، اضطر البلد في السبعينات والثمانينات إلى تبني مجموعة من السياسات التي أوصى بها كل من صندوق النقد الدولي والبنك الدولي، كما طُبقت أيضا سياسات الاستقرار الاقتصادي وبعض التدابير التنظيمية والدورية من أجل استعادة التوازنات المالية إضافة إلى تطبيق السياسات الهيكيلة (التكليف الهيكلي) مما ساهم نوعا ما في خروج البلاد من الركود الاقتصادي. وقد تلجأ الحكومة أحيانا إلى تخفيض قيمة العملة من أجل الحد من المزيد من الاختلالات.
على الرغم من تطبيق سلسلة من البرامج التي تهدف للاستقرار المالي والاقتصادي، فإنه من الواضح أن انخفاض الإنتاج وتفاقم الاختلالات الداخلية والخارجية لا يزال مستمرا مما يثير التساؤل حول مدى ملاءمة فعالية هذه البرامج، وبهذا الخصوص يرى بعض المحللين أن النجاح المحدود التي حققته هذه البرامج في السبعينات والثمانينات كانت بسبب السلطات التي «ركزت في المقام الأول على استعادة الاستقرار المالي ومن ثَمَ إحياء القطاع الإنتاجي».
اتخذت الحكومة على مدى السنوات الماضية أساليب جديدة من أجل مواجهة الصعوبات الاقتصادية عبر مجموعة من تدابير التكيف الاقتصادي وذلك من خلال البرنامج المؤقت المدعوم عام 2001 وبرنامج الحكومة الاقتصادي عام 2002. كما ساهم تغييرالآداء الاقتصادي في التسعينات في الانتعاش وفي الاستقرار النسبي في الأسعار وفي أسعار الصرف. ويرى بعض الخبراء في الاقتصاد الكونغولي أن هذا المناخ الإيجابي كان نتيجة لاستقرار الاقتصاد الكلي وآثار الإصلاحات الهيكلية واستعادة السلام.
ومع ذلك، فإن الوضع الاقتصادي في جمهورية الكونغو الديمقراطية لا يزال هشا ويظهر ذلك في عجز الميزانية في الربع الأخير من العام الماضي. وتحتل البلاد في عام 2008 وفقا للبنك الدولي الرتبة 178، أي المرتبة الأخيرة في العالم بحسب قدرتها على توفير سيولة حقيقية لممارسة الأعمال التجارية.

### مكافحة الفساد

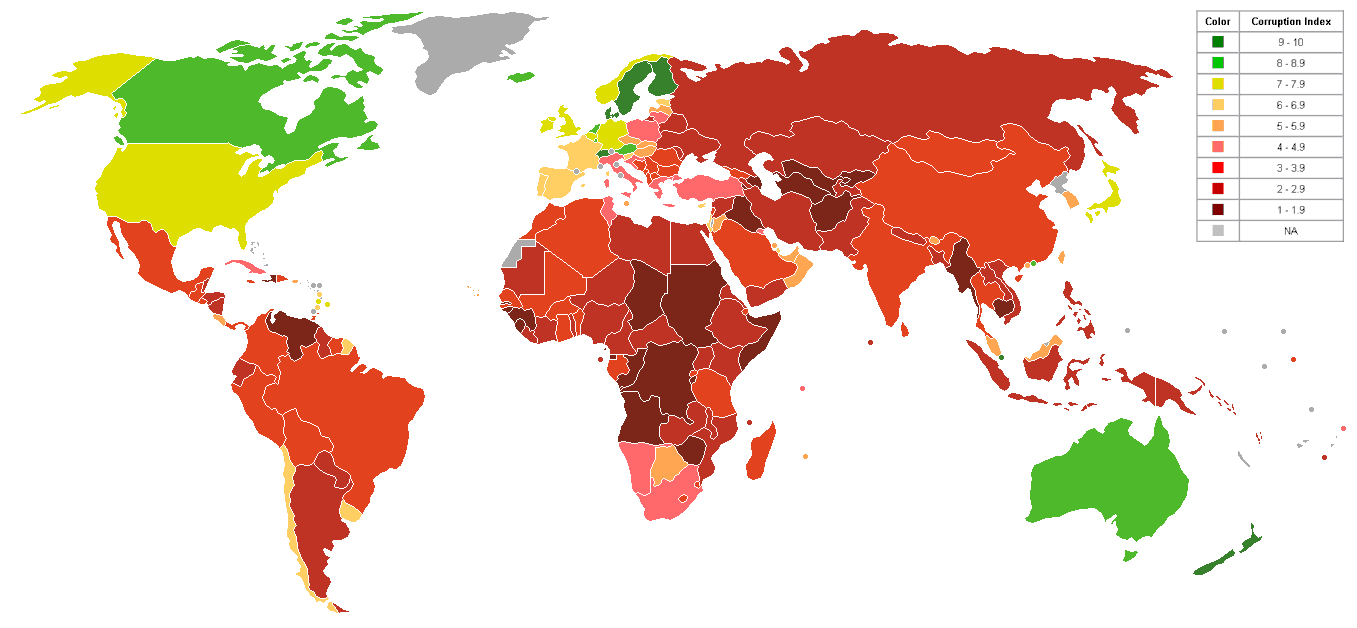
مؤشر الفساد : الكونغو الديمقراطية في الرتبة 171 من أصل 180 دولة، مع مجموع يبلغ 1.9/10

إن الفساد من أهم المشاكل التي تشكو منها الكونغو الديمقراطية، ففي تقرير صادر عن منظمة الشفافية الدولية غير الحكومية تحتل الكونغو الديمقراطية درجات سيئة، ففي عام 2008 بلغت رتبتها 42 من أصل 47 دولة أفريقية شملها الاستطلاع و 171 من أصل 180 دولة حول العالم. وبعد بضعة أشهر فقط من «العصر الذهبي للكونغو» أي من عام 1973، ضربت البلاد أزمة اقتصادية حادة وانتشر الفساد على نطاق واسع وذلك بسبب خصخصة العديد من الشركات من قبل موبوتو باسمه أو بأسماء أقاربه (تزئير) إضافة إلى السياسات المعتمدة في المشاريع الكبيرة (الفيل الأبيض). وبصفة عامة، فإن أصحاب المال والاقتصاد لم يكونوا مستعدين بما فيه الكفاية من أجل إدارة متوسطة وطويلة الأجل لأداة الإنتاج والذين تجنبوا الإفلاس قاموا باستثمارات ضخمة في العالم الغربي. وقام موبوتو بتحويل العملة المحلية عام 1984 حتى أصبح من أغنى الرجال في العالم بثروة تُقدر ب 4 مليارات دولار، أي ما يعادل الدين الخارجي للبلد. ومن هنا بدأ الفساد يمتد في كامل هياكل الدولة. ومع وصول لوران كابيلا للسلطة لم تشهد البلاد تغيرا ملموسا، إذ أقر كابيلا سياسات لاتتماشى مع المطالب الشعبية إضافة إلى المماطلة في إنجاز الوعود.
لم تقم الحكومة الانتقالية بصياغة مشاريع فعالة لمكافحة الفساد الذي ارتفع لمستوى عال. ومع ذلك، فإن مجيء الجمهورية الثالثة يعكس رغبة في فتح صفحة جديدة من خلال تغيير صورة البلاد من خلال تحقيق «إرادة قوية» للقضاء على الفساد.
شرعت الحكومة في صيف 2007 في إنجاز حملة «تغيير العقلية»، وقد شهدت هذه الحملة انتقادات شديدة بسبب مدتها القصيرة.

### العملة

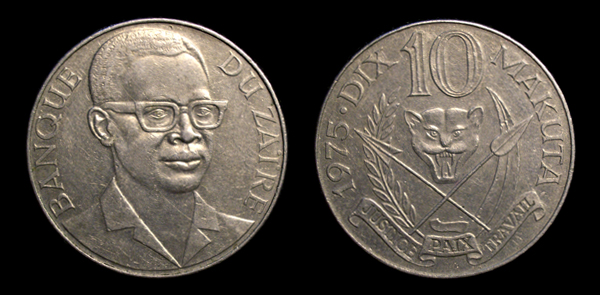
إحدى القطع النقدية التي يظهر فيها رأس موبوتو

ترجع العلاقة بين الكونغو الديمقراطية والعملات إلى فترة ماقبل الاستعمار بدءا من الأصداف مرورا بالمعادن والأقمشة والحيوانت الأليفة. وظهرت أنواع أخرى من التبادلات على إثر انفتاحها على دول العالم مثل الأقمشة واللآلئ الأوروبية والنحاس والملح. ومع استقلالها أطلقت الكونغو العملات المعدنية كنوع من التأكيد على حكمها الذاتي.
تُعتبر هذه العملة في الوقت الحاضر واحدة من أكثر العملات تذبذبا في العالم كون أنها شهدت تخفيضا وإفقادا لقيمتها القانونية عدة مرات.
وقد تم بين عامي 1960 و2007 القيام بتغييرات نقدية مختلفة حيث انخفضت قيمة العملة الكونغولية 14 مرة، وتلجأ الحكومة إلى هذه الوسيلة للحد من انعدام التوزان المالي. وتساهم مثل هذه القرارات في خلق عجز في الموازنة الذي يتم مجابهته أيضا بطباعة النقود.
اعتمدت جمهورية الكونغو الديمقراطية منذ الاستقلال 3 أنظمة لأسعار الصرف، وهي:
- نظام سعر صرف ثابت: من 1960 إلى سبتمبر 1983 حيث تأثرت العملة الكونغولية بالفرنك البلجيكي ومن ثم الدولار الأمريكي إضافة إلى حقوق السحب الخاصة التي أقرها البنك الدولي.
- نظام سعر صرف مراقب: من سبتمبر 1983 إلى فبراير 2001.
- نظام سعر صرف عائم: منذ فبراير 2001.

وبالإضافة إلى ذلك، شهد اقتصاد الكونغو الديمقراطية ظاهرتَا تضخمٍ، الأولى من عام 1960 إلى 1967 والثانية من 1990 إلى 1999. فالتضخم الأول "تضخم مؤسساتي تجذر بسبب تفكك المنظومة السياسية للبلد منذ استقلاله".  والثاني «بسبب التغيرات السياسية الفجئية مع بداية العملية الديمقراطية التي أثرت سلبا على الاقتصاد بين عامي 1960-1967 التي كانت مرتبطة بضعف الحكومة والإدارة الاقتصادية والميزانية الهشة».
دخلت البلاد في دوامة من التضخم المفرط حيث وصل لمستويات خيالية (9786.9٪ في عام 1994) وهبط عام 1997 إلى 13.7٪ بشكل مذهل، وتميزت السنوات الموالية بتضخم مرتفع جدا. بلغ متوسط معدل التضخم السنوي خلال الفترة 2001-2005 367.4٪، وانخفض سعر صرف العملة الوطنية مقابل الدولار الأمريكي بمعدل 70.5٪. وبعد تلك الفترة بدأت نسبة التضخم في انخفاض نسبي ويتجلى ذلك من خلال الانخفاض الحاد في الأسعار. وعلاوة على ذلك، يبدو أن التاريخ النقدي في جمهورية الكونغو الديمقراطية مهم في رأي خبراء الاقتصاد نظرا لأنه يوفر مجال دراسة واسع وغني للتحقق في بعض نظريات الاقتصاد النقدي.

### المالية العامة
تعتمد الميزانية اعتمادا كبيرا على الموارد الخارجية في شكل منح وقروض، وتجاوزت منذ عام 2003 الإيرادات الذاتية للدولة. في عام 2004، بلغ مجموع الدعم المباشر للميزانية أكثر من 240 مليون دولار منحها كل من البنك الدولي والبنك الأفريقي للتنمية. أما إيرادات الضرائب، فقد شكلت نسبة 6.9٪ من الناتج المحلي الإجمالي عام 2003 (مما ساهم في ممارسة ضغوط قوية على الموازنة العامة للدولة)، ووصلت إلى 7.9٪ من الناتج المحلي الإجمالي عام 2004 وذلك بفضل الجهود الكبيرة التي خُصصت لدافعي الضرائب الرئيسية ولإدارة الجمارك.
ترجع الزيادة في نفقات الميزانية أساسا إلى إنشاء المؤسسات السياسية الانتقالية والتكلفة الهامة من أجل إرساء السلام مما اضطر الحكومة للسيطرة على نفقات أخرى، بما في ذلك النفقات العامة مثل الوقود، وتقليل هدر المال العام. كما تم إلغاء الإعانات والإعفاءات على المنتجات النفطية، وقد انعكست الزيادة في أسعار النفط العالمية على السعر المحلي.
تعتمد حاليا قطاعات الصحة والتعليم والبنية التحتية الاقتصادية الأساسية حصرا على التمويل الخارجي.
ارتفعت الديون الخارجية للكونغو الديمقراطية بشكل كبير حيث بلغت 12.6 مليار دولار أي ما يقرب 200٪ من الناتج المحلي الإجمالي في نهاية عام 2004. أما بخصوص الديون الثنائية، فقد وقعت الدولة في سبتمبر 2002 على اتفاق يقضي بإعادة هيكلة مع نادي باريس وتتمتع بتخفيض يبلغ 67٪ من خدمة الدين. وفي إطار (مبادرة البلدان الفقيرة المثقلة بالديون) تم تخفيف الديون إلى 90٪ وبلغت 100 مليون دولار عام 2003، و200 مليون دولار عام 2004، ومنذ عام 2005، أصبحت بين 200 و 400 مليون دولار سنويا. وقد أبدت العديد من البلدان استعدادها لشطب الديون عندما يفي البلد بمطالب محددة مثل سويسرا. وتمنح بلجيكا سنويا 200 مليون دولار لجمهورية الكونغو الديمقراطية والتي كانت بدورها مستعمرة بلجيكية.

### البنوك
بدأت الكونغو الديمقراطية منذ بداية 2002 في السيطرة على العجز في السيولة العامة التي ساهمت في ارتفاع التضخم. وفي الوقت نفسه، بدأ البنك المركزي الكونغولي في إقرار قوانين جديدة تضمن استقلاله في إدارة السياسة النقدية (على الرغم من تعيين كبار مسؤوليه التنفيذيين من قبل رئيس الجمهورية) والحد من إقراض خزينة الدولة. وقد انخفض التضخم الذي بلغ ذروته مقاربا 900٪ خلال العقد 1990-2000 و 357٪ في 2001 إلى 9.9٪ في 2007، مُتسما بالاستقرار نوعا ما. كما ساهمت سيطرة البنك المركزي على التضخم في خفض سعر الخصم تدريجيا، من 27٪ في عام 2002 إلى 6٪ في النصف الأول من عام 2004 قبل أن يرتفع إلى 14٪ في أغسطس 2004 بسبب الضغوط التضخمية. وتلجأ الحكومة إلى التلاعب بأسعار الفائدة الذي لا يساهم بشكل جدي في تنظيم تداول العملات بسبب ضعف الخدمات المصرفية في الاقتصاد والمستوى السيء للنظام المصرفي. ويحتاج البنك المركزي أيضا إلى مواجهة الزيادة الحادة في الطلب على السيولة بسبب عودة الثقة في العملة الوطنية في اقتصاد «مُرتبط بالدولار» بشكل كبير.
كما شهدت البنوك انعراجات خطيرة، فقد اهتزت مصداقياتها بسبب الإفلاس والنقص في السيولة. تبلغ عدد الحسابات المصرفية ما يقارب 35000 حساب، فبشكل عام، لا تزال التغطية الجغرافية للنظام المصرفي متدنية جدا، فهناك مكتب مصرفي لكل 2.4 مليون شخص إضافة إلى عشرات من المصارف التجارية والتي يتركز نشاطها الرئيسي في كينشاسا. وتقتصر النشاطات التي يقوم بها القطاع المصرفي على التمويل التجاري وتبادل المعاملات. ويبلغ الائتمان الاقتصادي أقل من 1٪ من الناتج المحلي الإجمالي عام 2003. وتُمنح القروض بشكل عام بالدولارات لمدة لا تزيد عن ستة أشهر. وتشهد السوق البنكية معاملات قليلة فيما بينها منذ أواخر عام 2002 كما تشهد تغييرات هامة في مايخص إعادة الهيكلة الرئيسية، وإعادة الرسملة والتصفية. وفي عام 2004 تم تصفية 9 بنوك منها ثلاثة مصارف عمومية، ويجري حاليا إعادة هيكلة سبعة آخرين. ويساهم أصاحب رأس المال الأجانب في بنوك عدة مثل (سيتي بنك، ستانبيك، راوبنك...) مما ينعكس بالإيجاب على هذا القطاع.
ويفكر مسؤولو البنك المركزي منذ فترة بإنشاء نظام مالي وطني حيث تمت دراسة طرق مختلفة بهذا الخصوص. ويرى أحد الخبراء أن أكبر تحد تواجهه البلاد يكمن في وضع الأنشطة الصناعية والتجارية الذي لاتنبأ بتوقعات ملموسة في التبادلات المحلية إضافة إلى حجم التداولات المنخفضة وتدهور الناتج المحلي الخام.

## وصلات خارجية
- اقتصاد الكونغو الديمقراطية.
- بنك الكونغو المركزي.